# Camelotettix
Camelotettix is een geslacht van rechtvleugeligen uit de familie doornsprinkhanen (Tetrigidae). De wetenschappelijke naam van dit geslacht is voor het eerst geldig gepubliceerd in 1907 door Hancock.

## Soorten
Het geslacht Camelotettix omvat de volgende soorten:
- Camelotettix curvinotus Hancock, 1907
- Camelotettix steini Günther, 1938